# 花房正盛
花房 正盛（はなぶさ まさもり、天正14年（1586年） - 寛文3年9月23日（1663年10月23日））は、江戸時代初期の武将、旗本。通称、勘右衛門。号は一舟。

## 生涯
備前国の戦国大名・宇喜多氏の家臣であった花房正成の次男として生まれる。母は遠藤俊通の娘。養子は実弟の花房正堅。
慶長4年（1599年）より豊臣秀頼に仕えるが、程なくして辞去する。慶長19年（1614年）、大坂の陣に父と共に池田忠継に属して出陣し、大坂城東北・京街道に布陣する。
猿掛領の家督は兄・幸次が継ぐと、正盛は一旗本として幕府に仕える。
寛永3年（1626年）使番となり、寛永8年（1631年）には500石を加増され、上総国夷隅郡・埴生郡で1000石を領する。寛永10年（1633年）4月16日、目付役に転じ、同年から寛永12年（1635年）までは佐渡奉行も勤めた。
万治元年（1658年）8月28日に職務を辞し、寛文3年（1663年）9月23日に78歳で死去した。